# Попеску Теодор Костянтинович
Попеску Теодор Костянтинович (28 січня 1935, Стража, Сучава, Румунія — 8 березня 2008, Харків) — радянський артист балету, народний артист Української РСР, хореограф, балетмейстер Харківського театру опери та балету.

## Біографія
Теодор народився 28 січня 1935 року. У 1942 році його батько був страчений фашистами за зв'язок з партизанами. Буквально через кілька днів після похорону чоловіка померла і мати, залишивши вісьмох дітей сиротами.
Доля розпорядилася таким чином, що шестирічного Теодора з братом Сельвестром відали в сирітський притулок, який перебував у Чернівцях (дитячий будинок № 2 для дітей, чиї батьки загинули), куди часто приїжджали заможні селяни і вибирали в найми малолітніх дітлахів, найміцніших і витривалих. Коли Теодору виповнилося вісім років, ця доля не минула ні його, ні Сельвестра.
Дитинство проходило на окупованій фашистами території. Коли село звільнили радянські війська, господиня вигнала братів Попеску з двору. Вони знову потрапляють до дитячого притулку. Після декількох втеч Теодор надовго осідає в дитячому будинку, шефами якого були бійці 4-го Українського фронту, які подарували хлопцям трофейні музичні інструменти. Теодор стає солістом духового оркестру.
Коли в Києві відкрився інтернат для особливо обдарованих підлітків, осиротілих в роки війни, то Теодор Попеску був зарахований до нього. Випадок завадив йому стати музикантом, зате допоміг стати танцівником. У Київському хореографічному училищі він зустрів свою любов — Світлану Коливанову, з якою прожив довге та щасливе сімейне і творче життя. По закінченні Київського хореографічного училища в 1957 році Теодор працював у Київському театрі опери та балету (1957–1959), Узбецькому театрі опери та балету (1959–1963). Потім творча доля привела його до Харківського театру опери та балету ім. М. В. Лисенка. У 1963 році тут народилася легендарна пара вітчизняного балету Теодор Попеску — Світлана Коливанова. Балетний дует Попеску — Коливанова об'їздив того часу увесь СРСР. У сезоні 1973-74 дует офіційно запросили до участі в гастролях Великого театру СРСР — США, Канада, Бразилія. Гастролі 1977 відбувалися в Італії, відгуки в італійській пресі нагадували фурор.

Зійшовши зі сцени в 1987 році, Теодор Попеску присвятив себе вихованню нового покоління танцівників, вміло поєднуючи в навчальному процесі непорушні досягнення класичного танцю з новими віяннями сучасної хореографії. У своєму останньому інтерв'ю, опублікованому у «Времени», він говорив:
|  | Я румун, але вважаю себе українцем, бо все моє свідоме життя, моє творче становлення пов'язані з Україною, яку я називаю Батьківщиною. |

З 1987 року — викладач, з 1991 року — завідувач кафедри Харківського музичного училища.
1987–1991 — художній керівник балету Молдавської національної опери.
З 1995 року був балетмейстером-репетитором Харківського АТОБ.
Помер 8 березня 2008 року (на 74-му році життя). Похований на 2-му міському кладовищі.